# イマつぶ
イマつぶは、フジテレビが2010年4月よりサービスを開始し、2013年9月30日にサービスを終了したミニブログサービス（Twitter風サービス）である。

## 概要
2010年4月13日サービス開始。サービスの利用には「フジテレビID」の登録が必要だが、サービス自体の利用は無料で行える。サービスプラットフォームにはニフティが運営するクラウドコンピューティングサービス「ニフティクラウド」を採用した。
機能的にはTwitterに似ており、140文字までの文章を投稿したり、返信（リプライ）・転送（リツイート）・購読（フォロー）といった行動が行える。PC・携帯電話のブラウザ以外にiPhoneにも対応している。ただしAPIは公開されていないため、Twitterのようにサードパーティー製クライアントを用いた各種サービスを利用することはできない。
開始後、mixiのIDでログインできる連携が導入されたり、Android用アプリが公開されている。
フジテレビでは、将来的にはアメーバブログ的なタレントブログ等の展開も検討しているとしている。ただしフジテレビZOOというブログサービスが既に存在する。
2013年8月19日、同年9月30日でサービスを終了することが発表され、予定通りサービスは終了した。

## 連携
フジテレビが自社で運営する公式サービスであることから、同局（BS・CS含む）の各種番組や映画・イベント等との連携が積極的に図られているのが特徴で、特に生放送の番組では放送中に視聴者からの投稿を受け付けてリアルタイムに返答するといった使われ方をすることがある。
番組に出演するタレント（ドラマ出演者の場合は役名をアカウントにする場合もある）や関わっているスタッフが参加している。全く参加していない番組もあり、プロモーションに利用するかどうかはまちまちである。
一例として2012年放送の『爆生レッドカーペット』では、イマつぶとTwitterの両方で投稿を受け付け、その一部を生放送の画面上にテロップで表示した。同年2月18日・4月14日放送の2回合計で、イマつぶには約97万件・Twitterには約33万件の投稿が集まったという。ただしTwitterでは特定のハッシュタグを付けた投稿しか番組側が確認しないなどの差異があり、投稿数について単純な比較はできない。
なお、イマつぶのサービス終了後、フジテレビの番組ではイマつぶの代わりにTwitterを利用するようになっている。